# Diego Seminario
Diego Seminario de Col (Tacna, Perú; 13 de mayo de 1989) es un actor y presentador de televisión peruano. Es más conocido por interpetar a Gianfranco Bogani en la serie de televisión Al fondo hay sitio y presentar el programa Ciencia en escencia de Canal IPe.

## Biografía
Empezó en la actuación en el 2006, en la serie Esta sociedad por América Televisión, con el papel de "El Chato", a la cual regresó en el 2008 en su segunda temporada. En el 2010, después de 2 años, regresa a la televisión, en la segunda temporada de la teleserie Al fondo hay sitio también transmitida en América Televisión en el papel de Gianfranco Bogani, hermano en la ficción de Cayetana, rol de Alessandra Denegri.
Seminario estudia diseño industrial en la facultad de Arte de la Pontificia Universidad Católica del Perú.
En el 2017, es contratado para conducir el programa de televisión Ciencia en esencia en el Canal IPe, teniendo actualmente 5 temporadas.

## Otras actividades
Abrió su propio taller, llamado “Taller Catapulta”, donde fabrica y desarrolla productos principalmente de madera, cemento y metal. De esa forma, se dedica a brindar su servicio de carpintero y diseñador de muebles. Incluso, ha hecho trabajos para algunos famosos peruanos, tales como Valeria Piazza, Henry Spencer y Carolina Cano.

## Filmografía

### Cine
| Año  | Título               | Personaje             | Notas                      | Ref. |
| ---- | -------------------- | --------------------- | -------------------------- | ---- |
| 2008 | Dioses               |                       | Rol Principal              |      |
| 2011 | Bolero de noche      | "El Trovador" (Joven) | Rol Secundario             |      |
| 2011 | Bolero de noche      | "El Trovador" (Joven) | Dirección: Eduardo Mendoza |      |
| 2016 | General Choquehuanca |                       | Cortometraje               |      |
|      | Tras los buitres     |                       | Rol Principal              |      |

### Televisión

#### Series y telenovelas
| Año  | Título                           | Personaje          | Notas                                 | Ref.          |  |
| ---- | -------------------------------- | ------------------ | ------------------------------------- | ------------- |  |
| 2006 | Esta sociedad                    | "El Chato"         | Rol Protagónico                       |               |  |
| 2007 | Mi problema con las mujeres      |                    | Rol Secundario                        |               |  |
| 2008 | Esta sociedad 2                  | "El Chato"         | Rol Protagónico                       |               |  |
| 2008 | 2010                             | Al fondo hay sitio | Gianfranco Bogani Bogani / "Giaguapo" | Rol Principal |  |
| 2016 | 1 Episodio (Material de archivo) | Al fondo hay sitio | Gianfranco Bogani Bogani / "Giaguapo" |               |  |
| 2022 | Foto en spot televisivo          | Al fondo hay sitio | Gianfranco Bogani Bogani / "Giaguapo" |               |  |
| 2012 | Mi amor, el wachimán             | José "Pepe"        | Rol de Invitado Especial              |               |  |

#### Programas
| Año           | Título               | Rol                     | Notas        | Difusión  | Ref. |
| ------------- | -------------------- | ----------------------- | ------------ | --------- | ---- |
| 2013          | ¡Así de fácil!       | Presentador             |              |           |      |
| 2017–presente | Ciencia en esencia   | Investigador Científico | 6 Temporadas | Canal IPe |      |
| 2022          | Conociendo más de... | Invitado Especial       |              | YouTube   |      |

## Teatro
| Año  | Título                   | Personaje         | Notas                            | Ref. |
| ---- | ------------------------ | ----------------- | -------------------------------- | ---- |
| 2010 | Al fondo hay sitio       | Gianfranco Bogani | Rol Principal                    |      |
| 2016 | El viajero de los sueños |                   | Rol Principal                    |      |
| 2016 | Casa refugio             |                   | Rol Principal (También Escritor) |      |